# Philippine National Railways
La Philippine National Railway (PNR) (tagalog : Pambansang Daambakal ng Pilipinas) est la société nationale des transports ferrés aux Philippines. Fondée durant l'époque coloniale espagnole en 1892, elle opère en 2020 uniquement sur l'île de Luzon.

## Histoire

### La Ferrocarril de Manila-Dagupan
La ligne a été fondée sous le nom de Ferrocarril de Manila-Dagupan sur des plans de l'inspecteur des travaux publics de l’île, Don Eduardo Lopez Navarro, en 1887. La concession pour la construction de la ligne est donnée le 1er juin 1887 d'abord à Don Edmundo Sykes avant d’être transférée à Don Carlos E. Bertodano une semaine plus tard. La construction commence alors, le 8 juin 1887, avec la pose de la première pierre de la station centrale de Manille, Tutuban. Les premiers train circulent jusqu'à Bagbag près de Dagupan, Panganisan en 1891 et la ligne est inaugurée à la fin totale des travaux le 24 novembre 1892. Le trafic ne sera alors interrompu qu'en 1896 alors que la révolution philippine commence.

### La Manila Railroad Co. (MRRCo)

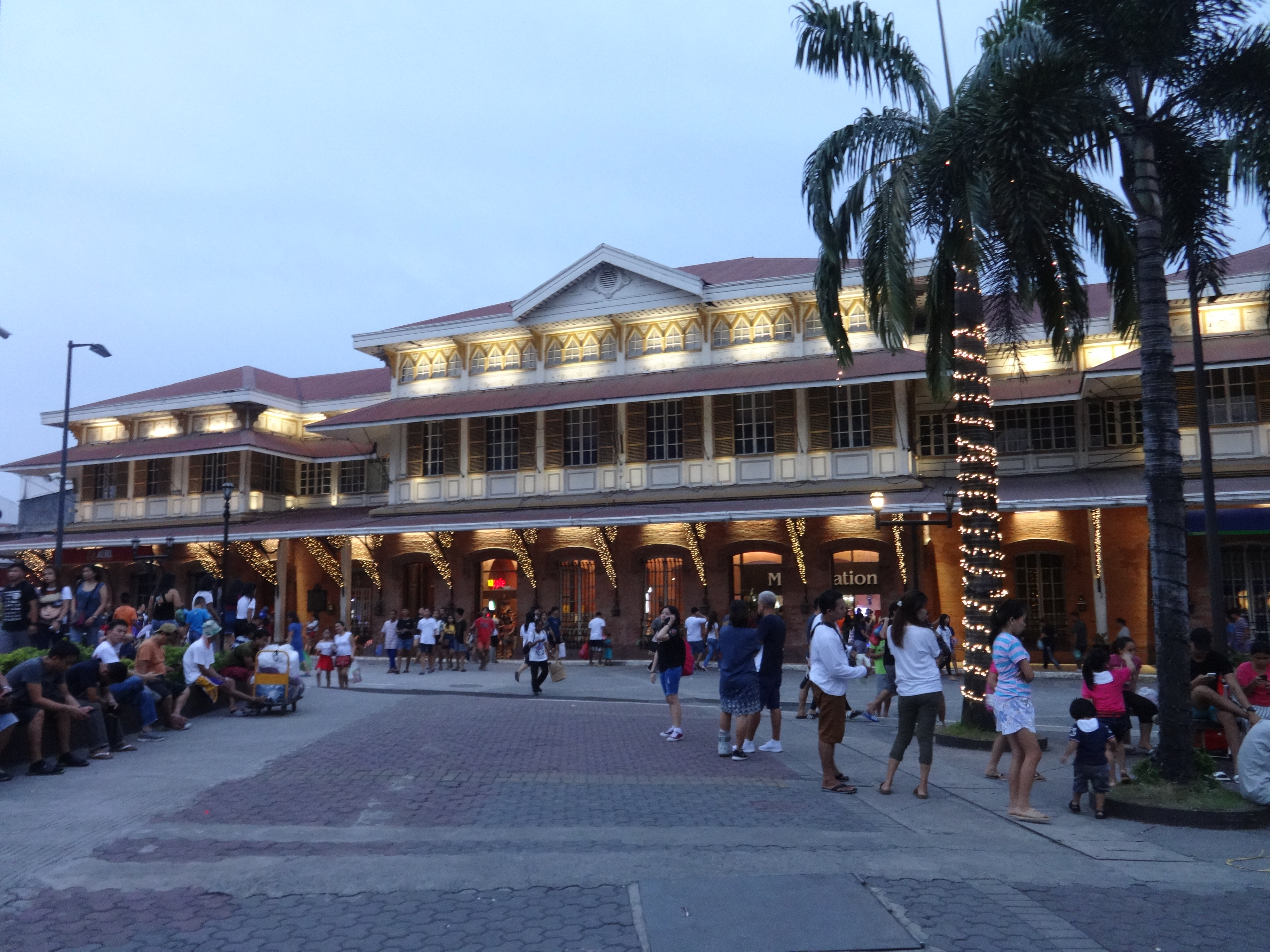
La gare historique de Tutuban en 2019.

Le chemin de fer tomba aux mains des Américains lors de la guerre américano-philippine en 1899 qui l'utilisèrent pour leur mouvements de troupes. Après la guerre, sa gestion est rendue par le Congrès américain aux autorités philippines et une nouvelle ligne est créée entre Bulacan et Cabanatuan, Nueva Ecija, en 1902. 
C'est durant la Première Guerre mondiale, qui n'affecta que peu la nouvelle colonie américaine, que la Ferrocarril de Manila-Dagupan prend un nom anglais : la Manila Railroad Co. La compagnie est alors nationalisée par le gouvernement philippin en janvier 1917 et l’extension de réseau se poursuit pour atteindre 1 142 kilomètres lorsqu'est inaugurée la ligne Manille-Legazpi, Albay le 13 septembre 1931 et, le 8 mai 1938, l'unification des lignes nord et sud qui court de San Fernando, La Union au nord à Legazpi, Albay au sud en passant par Manille est complétée.

### LaPhilippine National Railways(PNR)
Le chemin de fer tombe sous le contrôle des Japonais en 1941 lors de la Seconde Guerre mondiale et est très endommagé durant les combats tant et si bien qu'en 1945 seuls 452 kilomètres de voies sont encore en état et les travaux de restauration commencent en 1946. De 1954 à 1956 sont introduites des locomotives diesel en remplacement des machines à vapeur et, en 1964, la MRRCo devient la Philippine National Railways (PNR). Mais des décennies de négligence, de mauvaise gestion et de dommages causés par des calamités naturelles ont progressivement réduit sa couverture.  
À la fin des années 1990 seul un petit segment de la ligne PNR de Tutuban à Calamba, Laguna est encore utilisé, ainsi qu'un segment entre Naga et Legazpi. La gare historique de Tutuban est même vendue pour être transformée en centre commercial en 1993. Les opérations ferroviaires sont alors déménagées en amont de la ligne et une nouvelle gare, plus petite, est construite. En 2003 les deux kilomètres reliant Tutuban au port de Manille sont abandonnés, cinq ans seulement après la création de ce tronçon destiné au transport de fret. 
Un plan de modernisation lancé en 2016 permet la recirculation des trains entre Manille et Naga dès 2019 ; ce qui permit à la PNR de participer à la lutte contre la pandémie de COVID-19 en transportant du fret et des travailleurs coincés à Manille par le confinement vers leurs régions d'origine.

## En dehors de Luzon
Pendant la période du Commonwealth, la canne à sucre de Negros a été transportée par des locomotives à vapeur. Ces locomotives empruntaient une ligne principale pour collecter la canne dans les différents districts. D'autres lignes latérales qui faisaient partie d'un réseau de fermes sucrières avaient leurs propres réseaux ferroviaires, mais avec des wagons plus petits pour le chargement des cannes.
En 1906, la Commission des transports philippine autorisa la PNR à construire et à exploiter des lignes ferroviaires dans d'autres parties du pays. 
Une ligne est ainsi mise en service sur l’île de Cebu entre Argao au sud et Danao au nord en passant par Cebu City. D'une longueur de 57 kilomètres, elle ne sera pas remise en service après la Seconde Guerre mondiale.
La Panay Railways Inc. (PRI) est aussi créée et exploita le chemin de fer reliant Iloílo à Roxas City, Capiz par une voie de 117 km. La PRI a cessé ses activités au milieu des années 1980 après avoir rencontré des difficultés financières.

## Modernisation à partir de 2004

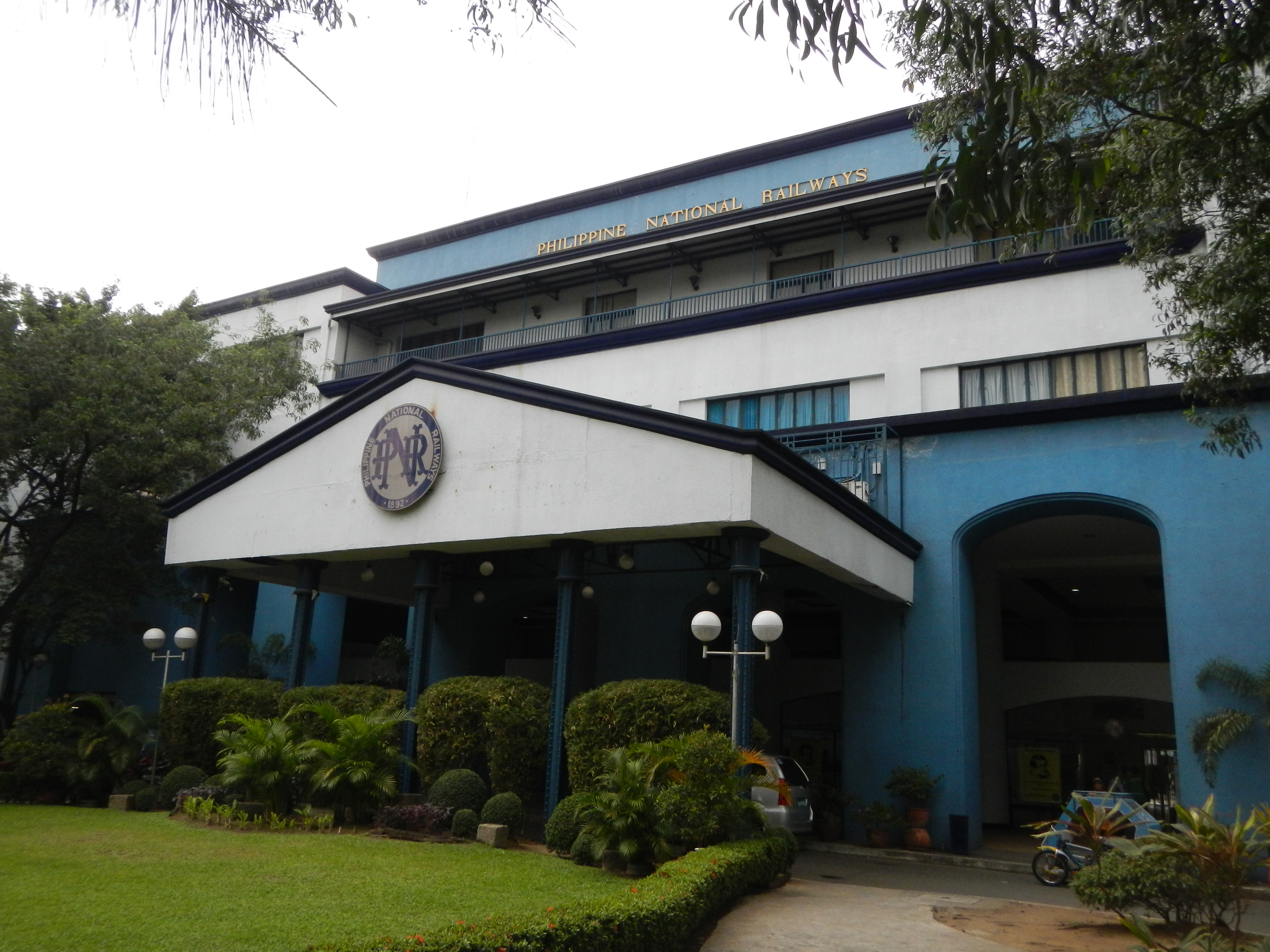
La nouvelle gare inaugurée en 1996.

Un plan de réhabilitation de la ligne nord est lancé en 2004 sous la présidence de Gloria Macapagal-Arroyo mais des problèmes de corruption ont tué le projet et seuls de nouveaux trains commandés à Hyundai Rotem sont alors mis en service afin d'établir une ligne de transport en commun à Manille. 
Un nouvel élan est donné à partir de 2016 avec le programme « Build, Build, Build » du gouvernement de Rodrigo Duterte. La ligne de transport en commun de Manille est progressivement rénovée et étendue.  

### Rénovation des Commuter Lines
Afin de soulager le quotidien des Manillais six nouvelles rames automotrices diesel ainsi que trois locomotives accompagnées de 15 wagons sont livrés par l'indonésien PT INKA entre 2019 et 2021. Les rames existantes sont rénovées et le département des Sciences et Technologies (DOST) propose la mise en service du train développé localement sous sa supervision : le Hybrid Electric Train ou HET.
En août 2018, les voies sont reposées jusqu’à Caloocan (Sangandaan Station), au nord de l’agglomération puis jusqu’à Malabon (Gov. Pascual Station). En septembre 2019 la ligne s'étend vers le sud jusqu'à Los Baños avec des rames KiHa 59 données par le Japon. L'autre service de transports en commun opéré par la PNR au sud de Luzon, entre Naga et Legazpi, voit aussi son réseau étendu vers Sipocot et des essais sont faits fin 2019 entre Tutuban et Naga afin de tester les voies et les ponts du réseau dans le but de préparer le transfert de matériel roulant entre Manille et le sud de Luzon. Un segment de 44 kilomètres entre San Pablo et Lucena est lui rouvert en juin 2022 avec 6 gares desservies.
La PNR vise aussi à moderniser la gestion de ses matériels avec le déploiement d'un système de management de flotte prévu pour 2020.

### Rénovation de la North Line
La ligne nord est proposée à la reconstruction en plusieurs phases de Tutuban à Tarlac, en passant par Malolos, l'aéroport international de Clark et New Clark City. C'est en coopération avec le Japon, et avec le financement de la Japan International Cooperation Agency (JICA), que la première section (Phase 1) Tutuban-Malolos sera réalisée. Sumitomo Corp et ses partenaires devront construire 38 kilomètres de voies surélevées électrifiées entre Tutuban et Malolos ainsi que 10 gares : Tutuban, Solis, Caloocan, Valenzuela, Meycauayan, Marilao, Bocaue, Balagtas, Guiguinto, et Malolos. Le temps de trajet estimé sera de 35 minutes et les gares historiques datant l'époque coloniale seront restaurées. Les travaux furent lancés à Malolos le 15 février 2019, en présence du secrétaire aux transports Arthur Tugade et de l’ambassadeur du Japon Koji Haneda.
Plusieurs firmes participent à l'appel d'offre pour la deuxième section (Phase 2) Malolos-Clark longue de 53 kilomètres et trois contrats sont attribués entre le 1er août et le 27 septembre 2020,: 
- L’alliance entre Megawide Construction Corp, Hyundai Engineering & Construction Co Ltd et Dong-ah Geological Engineering Company Ltd remporte le lot N-01 pour la construction de 17 km de voies et des gares de Calumpit et Apalit.
- Acciona Construction Philippines et Daelim Industrial Co Ltd remportent le lot N-02 pour 16 km de voies et les gares de Minalin, Sto Tomas, et San Fernando.
- Italian-Thai Development Public Company Ltd remporte le lot N-03 pour 12 km de voies et la gare d'Ángeles.
- Acciona et EEI Corp. remportent le lot N-04 pour la construction de 6,3 km de la voie principale, 1,6 km de voies secondaires vers le dépôt, et la réalisation de la gare souterraine de l'aéroport international de Clark.
- Posco Engineering & Construction remporte le lot N-05 et réalisera le dépôt de 33 hectares ainsi que le centre de contrôle des opérations et les ateliers de maintenance.

### Rénovation de la South Line
La ligne sud de 581 kilomètres devant relier Manille à Sorsogon, Bicol, via Naga et Legazpi doit elle être remise en état avec l'aide de la Chine. L'accord financier entre les deux pays est signé en août 2019 et l'entreprise chinoise CRRC Zhuzhou Locomotive fournira les rames pour cette ligne.
Le projet est divisé en quatre sections : la première est la rénovation de la ligne existante de Calamba à Legazpi. La seconde section couvre l’extension de 117 kilomètres entre Legazpi et Sorsogon. La troisième phase prévoit la réhabilitation des 58 kilomètres entre Calamba et Batangas ; elle vise à faciliter le transport de fret entre les ports de Manille et Batangas. La dernière partie du projet doit permettre la rénovation du tronçon Sucat-Calamba.

### Le projet Subic-Clark Railway
Une nouvelle ligne d'environ 71 kilomètres est prévue entre le port de Subic et la zone économique spéciale de Clark à Ángeles (Clark Freeport). Le projet comprend la construction de trois terminaux de fret et doit aider à désengorger le port de Manille.
Le contrat (de type gouvernement à gouvernement) d'un montant de 45 milliards de PHP (940 millions de $) est signé avec la Chine le 16 janvier 2021. La réalisation des 71 kilomètres en voie unique non électrifiée prendra trois ans et demi.

### Le projet Mindanao Railway
En dehors de Luzon, il est aussi prévu de commencer la construction d'un réseau couvrant l’île de Mindanao. Les travaux de la première section Tagum-Digos (en passant par Davao) doivent être lancés en 2020. Financé par la Chine et d'une longueur de 102 kilomètres en voie unique non électrifiée, le projet prévoit que 24 kilomètres soient surélevés et la construction de huit gares : Tagum, Carmen, Panabo, Mudiang, Davao, Toril, Sta. Cruz, et Digos.

## Galerie

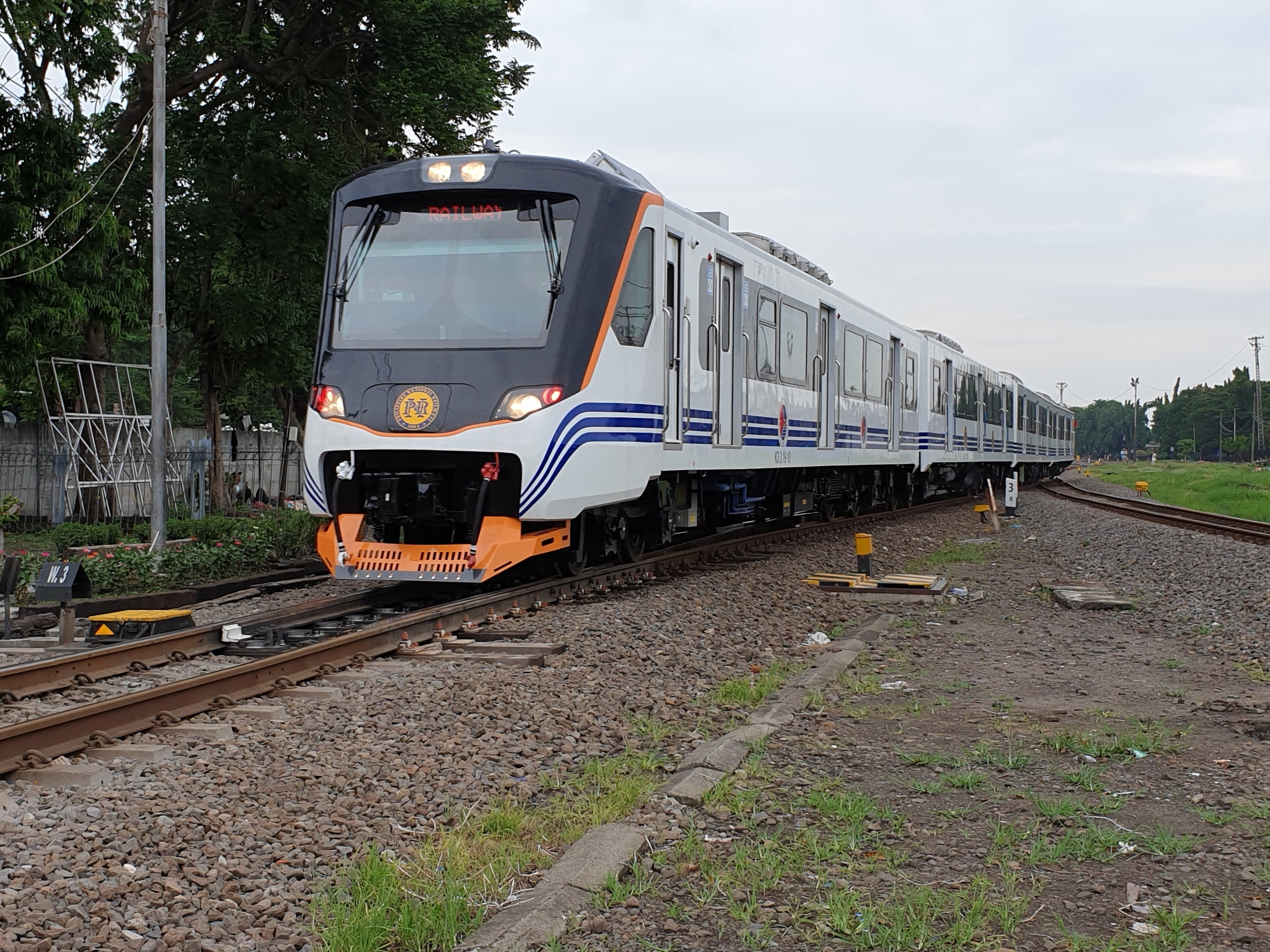
Une rame PNR-8000 construite par PT INKA, en 2020.
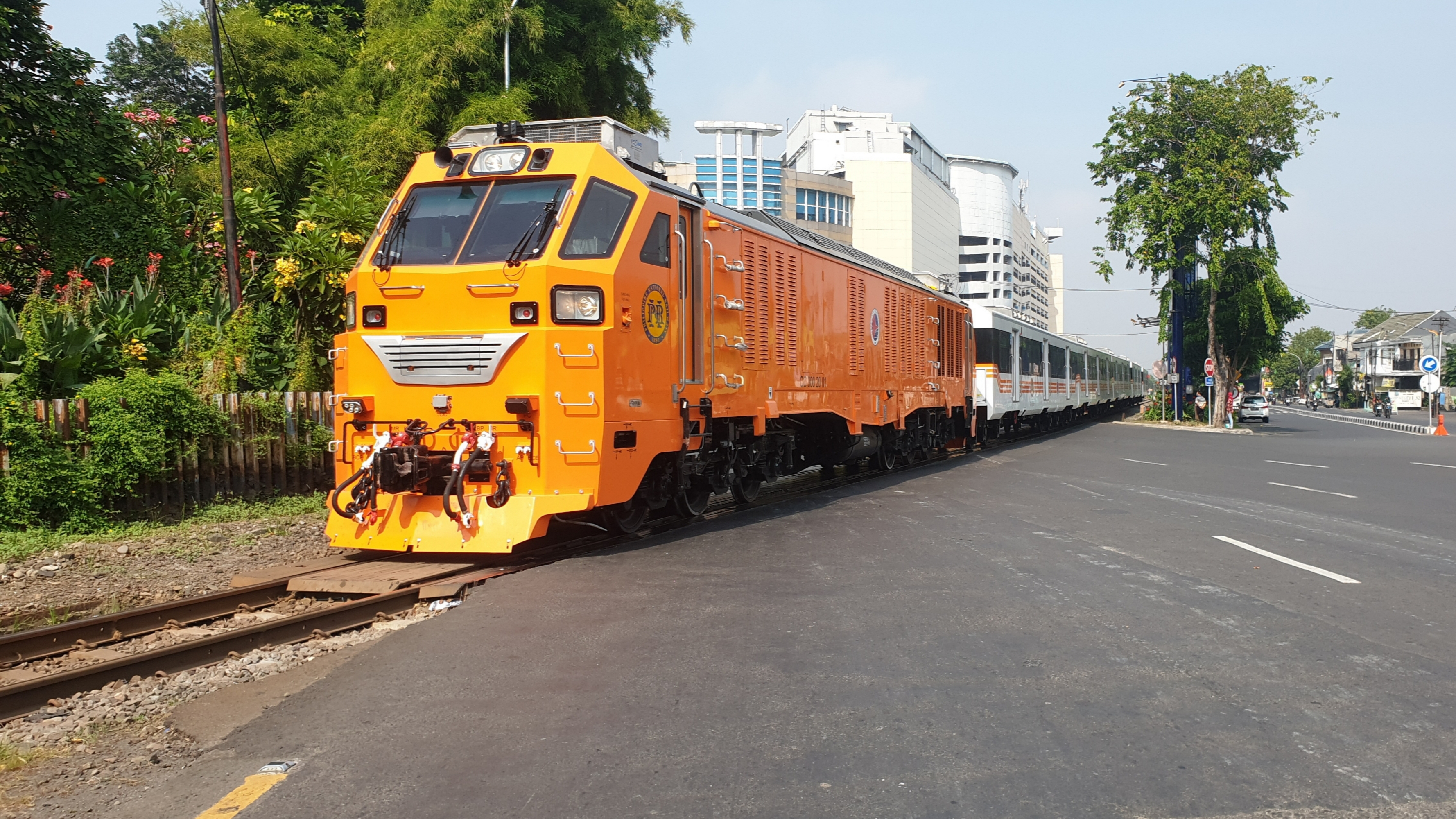
Une locomotive PT INKA, en 2020
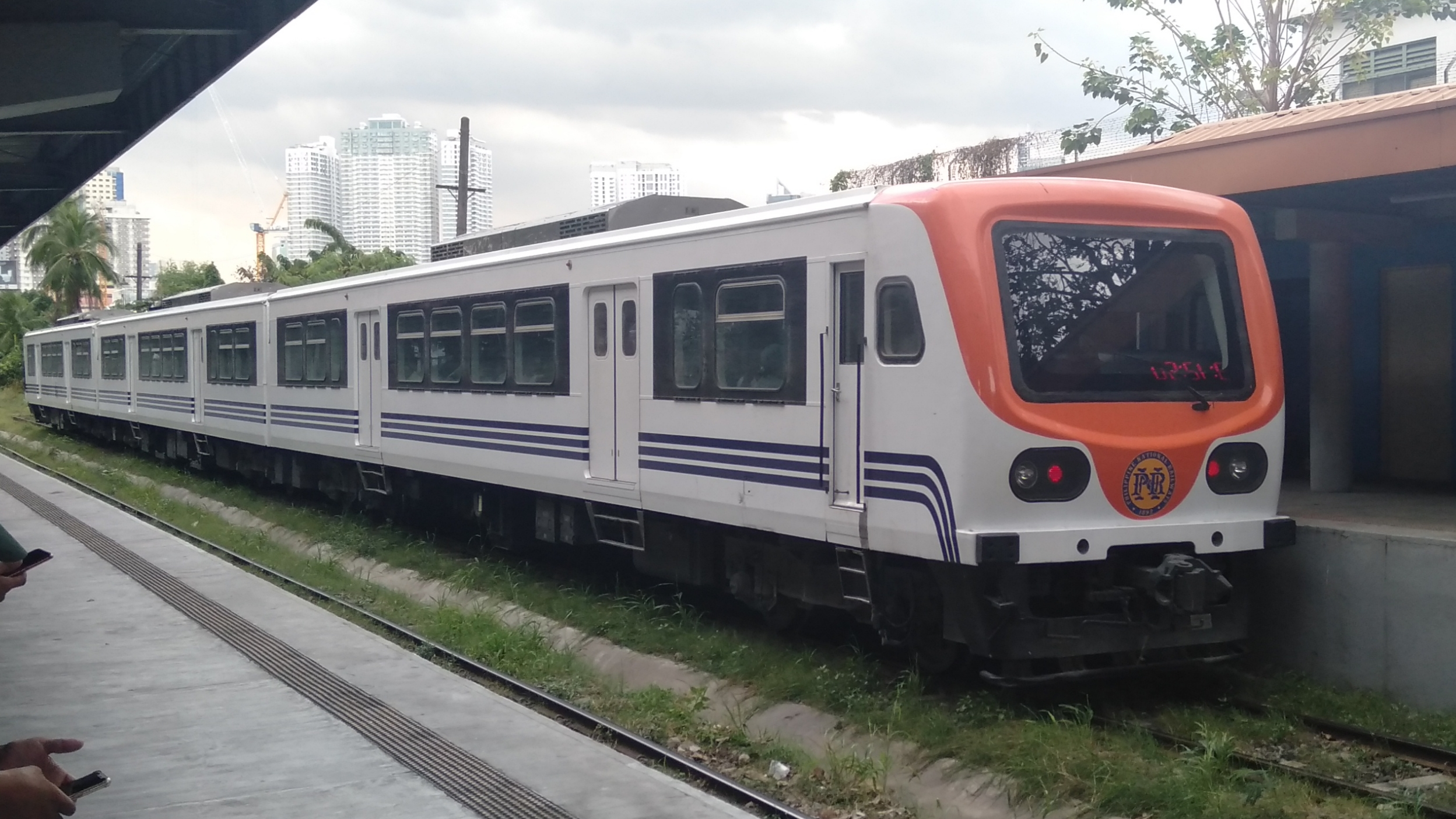
Une rame Hyundai Rotem rénovée en 2019.
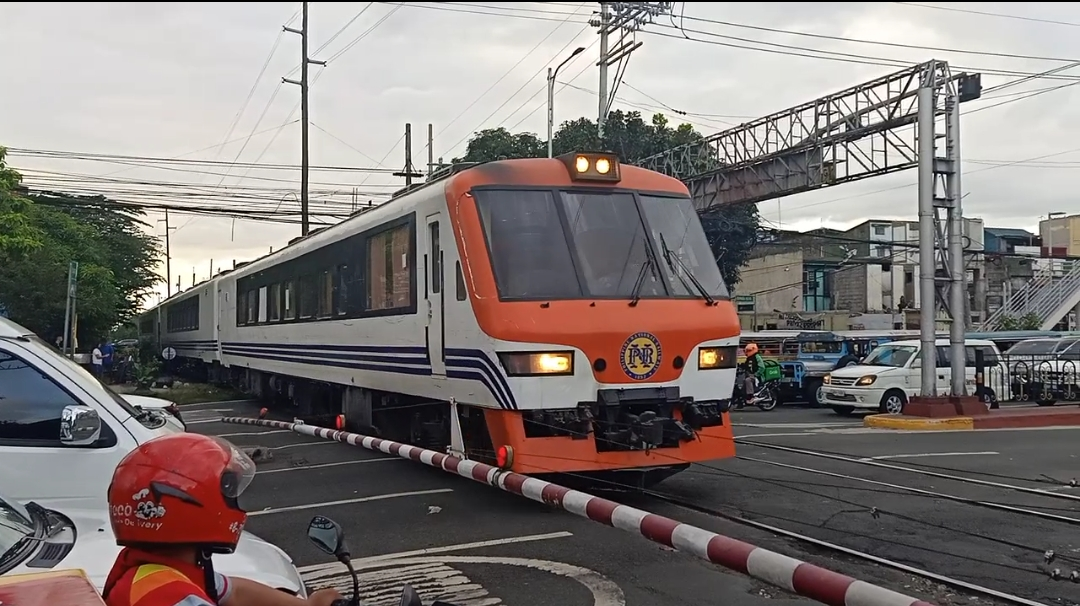
Un KiHa 59 Kogane donné par le Japon en 2010, ici aux nouvelles couleurs de la PNR (en 2020).
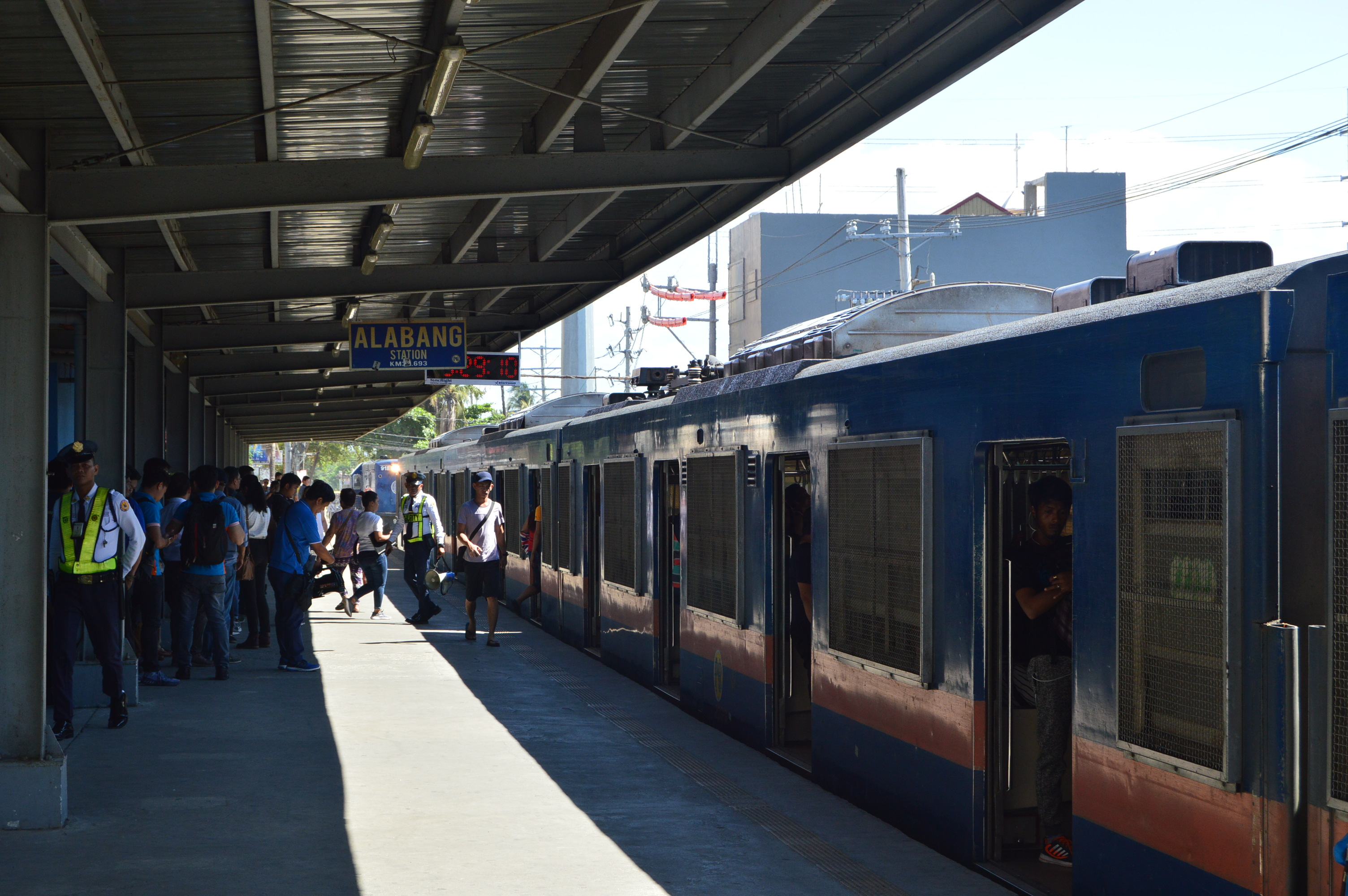
Une rame à la station Alabang en 2019.
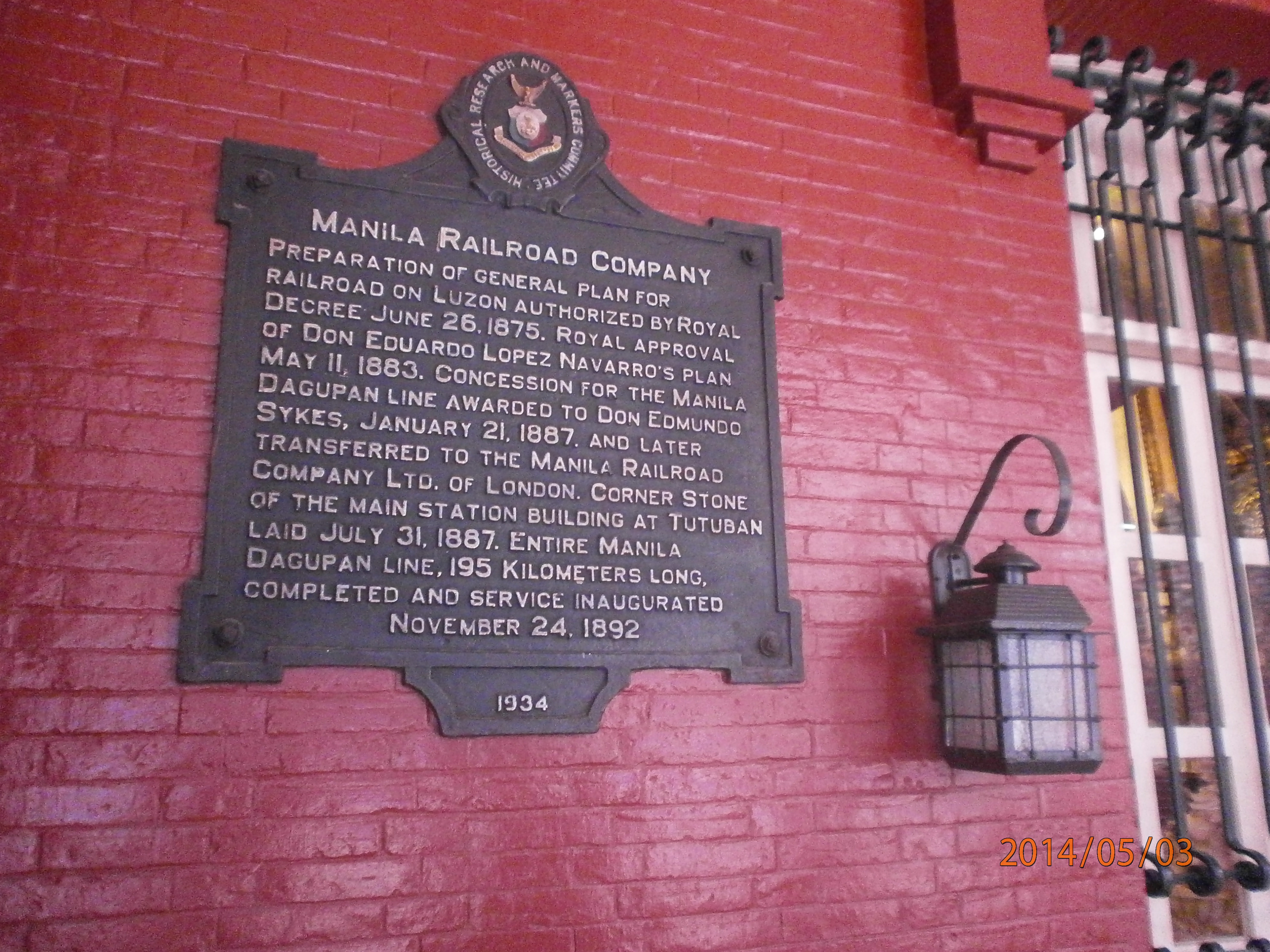
Plaque commémorative de la gare historique de Tutuban.
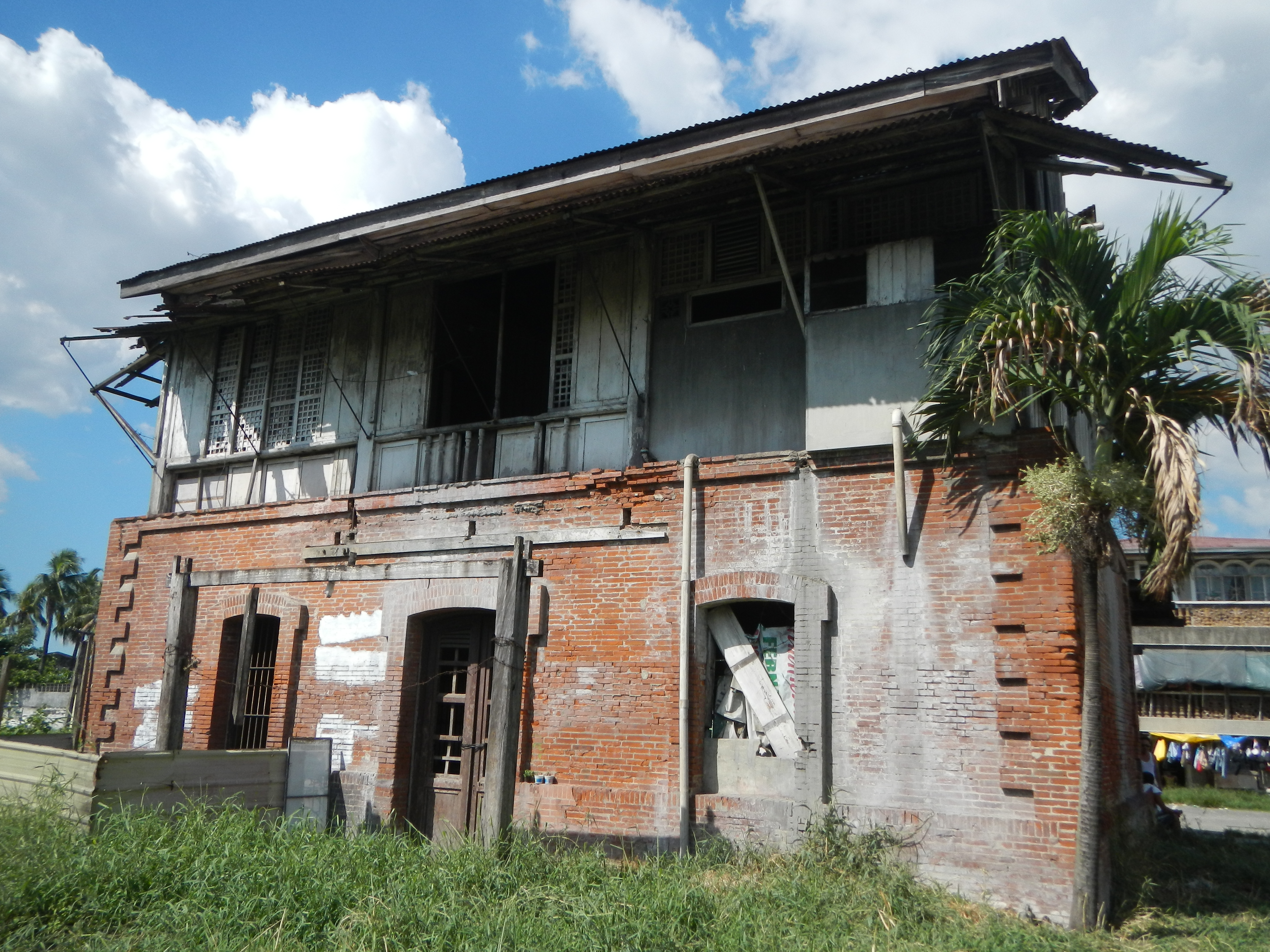
La gare abandonnée de Meycauayan en 2018.